# 德绍尔别墅

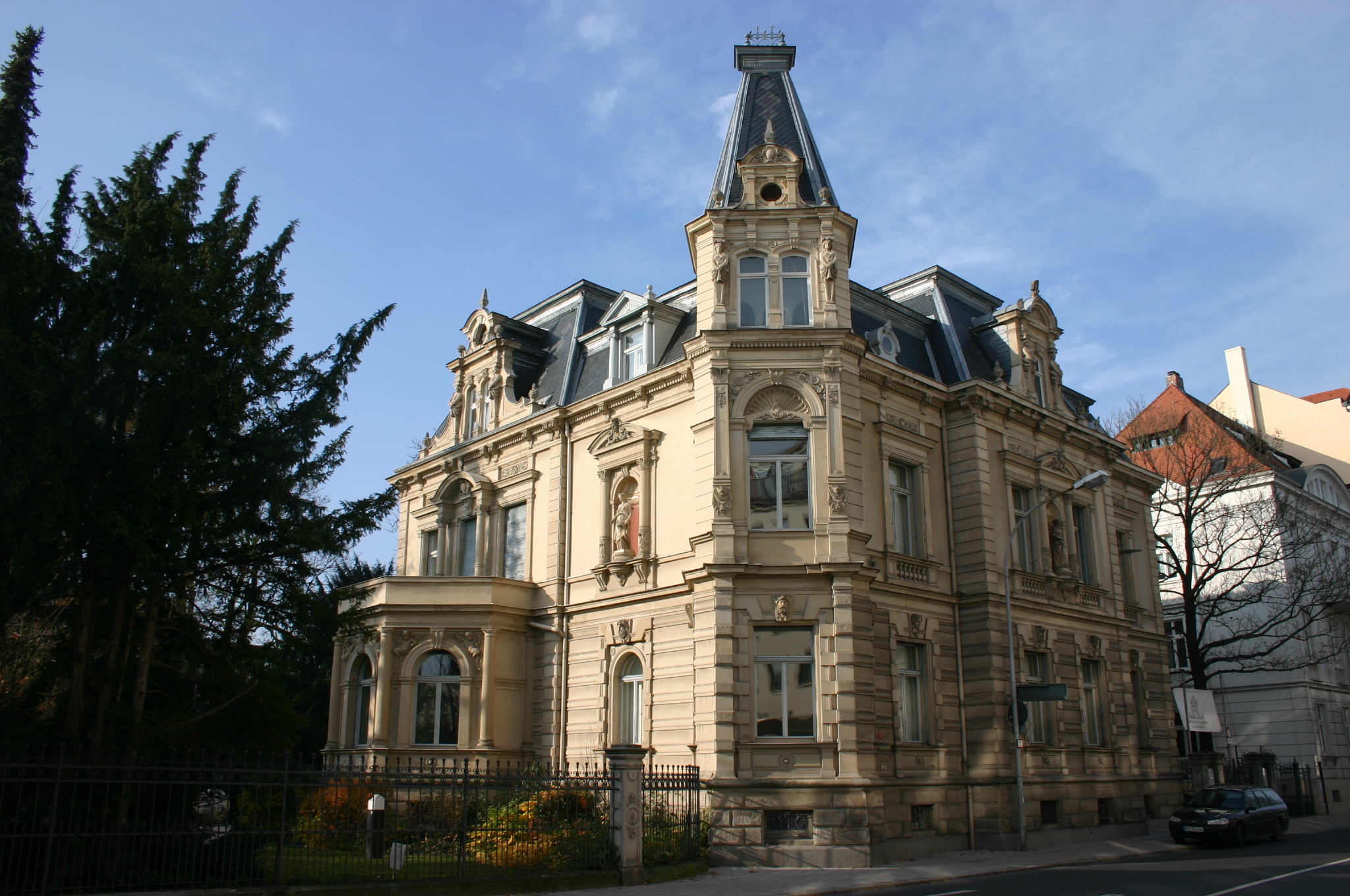
Villa Dessauer

德绍尔别墅（德語：Stadtgalerie Bamberg - Villa Dessauer) 位于班贝格的 Hainstraße 4a。
别墅由犹太商人卡尔·德绍尔（Carl Dessauer）委托，始建于1884年，大厦主要用作艺术画廊，这栋别墅的建筑是宏伟的新文藝復興建築风格。它在二战时被没收，后来被移交给市议会。这座豪宅拥有一些本地艺术家罕见而折衷的收藏品。